# Jaroslav Vaculík (architekt)
Jaroslav Vaculík (22. března 1921, Vrchoslavice – 18. července 1995, Praha) byl český architekt, designér a výtvarník.

## Život
Nejdříve se vyučil zedníkem ve Zlíně v roce 1937, poté tam vystudoval Vyšší průmyslovou školu stavební, studium zakončil složením maturitní zkoušky. Po škole pracoval jako projektant ve firmě Baťa pod Františkem L. Gahurou. V roce 1945 úspěšně složil stavitelskou zkoušku v Praze a nastoupil studium na Fakultě architektury a pozemního stavitelství ČVUT. Po roce studia zanechal a začal studovat na VŠUP v Praze v ateliéru prof. Pavla Smetany. Ve 4. ročníku se mu podařilo získat státní stipendium na studium architektury v Paříži. Na základě doporučení od Františka L. Gahury začal pracovat v ateliéru Le Corbusiera. Po návratu v roce 1950 úspěšně zakončil studium na VŠUP. 

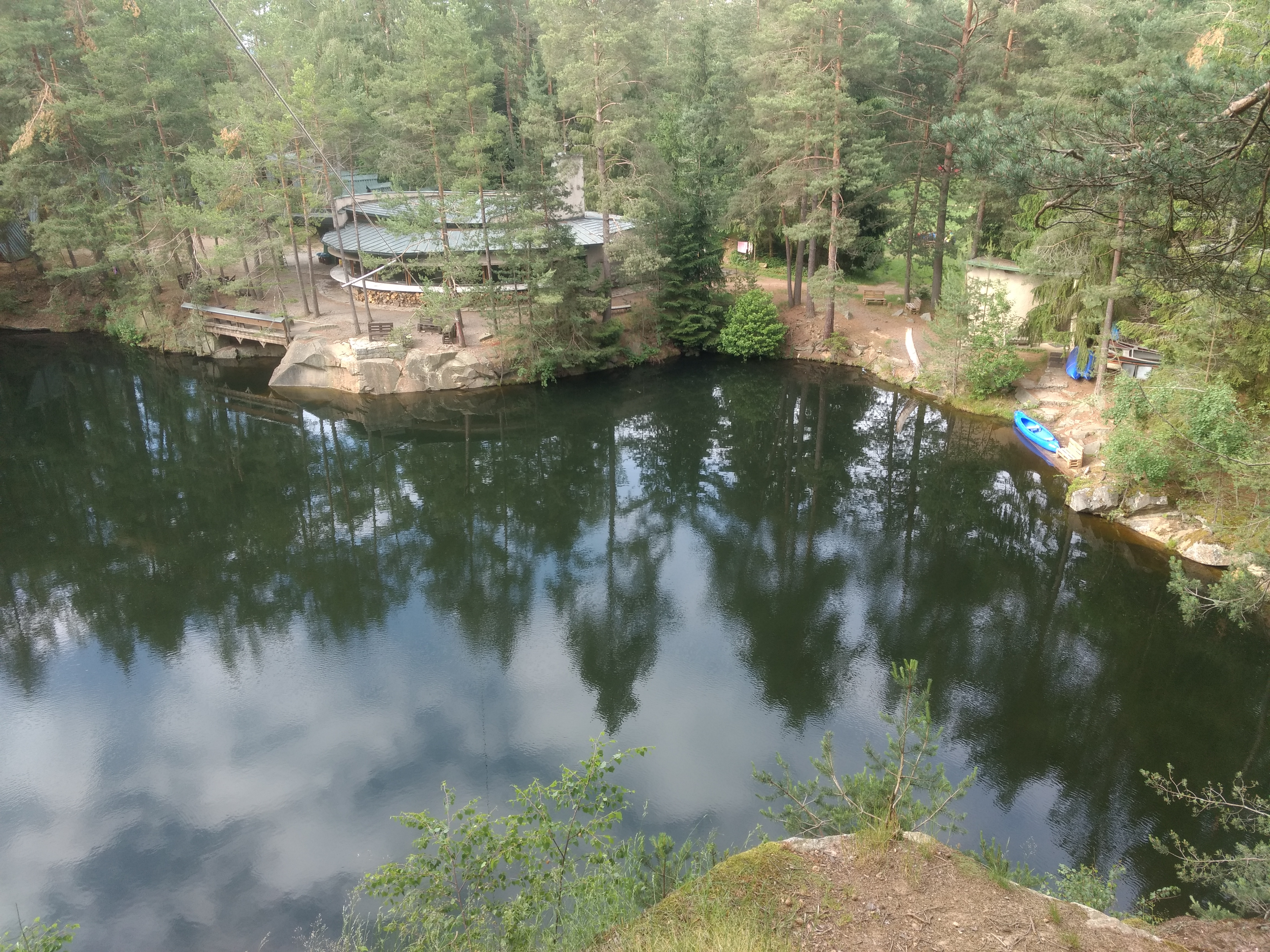
Tábornická škola u Lipnice nad Sázavou

Následně pracoval jako projektant a roku 1954 založil družstevní ateliér, který o dva roky později spojil s ateliérem Stanislava Tobka. Tuto éru ukončilo jejich odsouzení za "rozkrádání národního majetku". V době výkonu trestu se nejspíše podíleli na projektu Prezidentské vily ve Vystrkově. Propuštěn byl Jaroslav Vaculík podmínečně v roce 1960. Do roku 1972 pracoval pro ČSM a navrhl několik rekreačních objektů, u kterých se inspiroval Le Corbusierem. Mezi nejvýraznější Vaculíkovy projekty patří výstavba Tábornické školy u Lipnice nad Sázavou. V letech 1972–1980 pracoval v Kramářově galerii v Praze. Od 80. letech se věnoval nástavbám v panelových domech, za což získal v roce 1991 ocenění World Habitat Awards. Zemřel 18. července 1995 v Praze.
Po jeho smrti uspořádal dílo historik Matěj Kotalík a připravil z něj výstavu v Muzeu umění a designu v Benešově, kde rovněž vyšla Vaculíkova monografie. Architekt David Vávra také zachytil jeho dílo v televizním dokumentu Šumný Benešov. Vaculíkova tvorba je zastoupena ve sbírkách Muzea umění a designu v Benešově a Národního technického muzea v Praze.

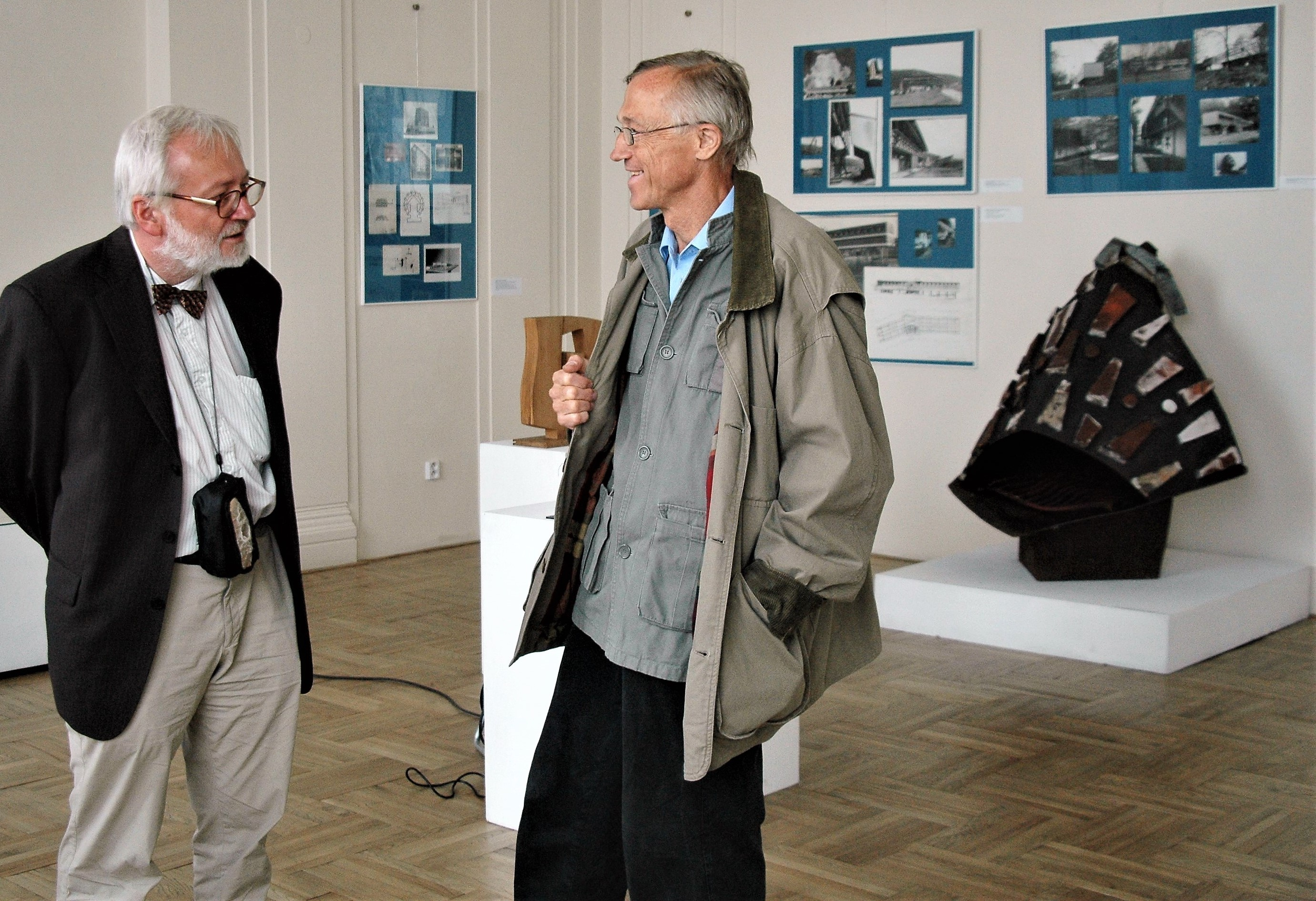
Profesor Švácha a ředitel T. Fassati na výstavě arch. Vaculíka v Muzeu umění Benešov, vpravo Vaculíkova designérská tvorba - krb ve tvaru ryby (1967)

### Reference

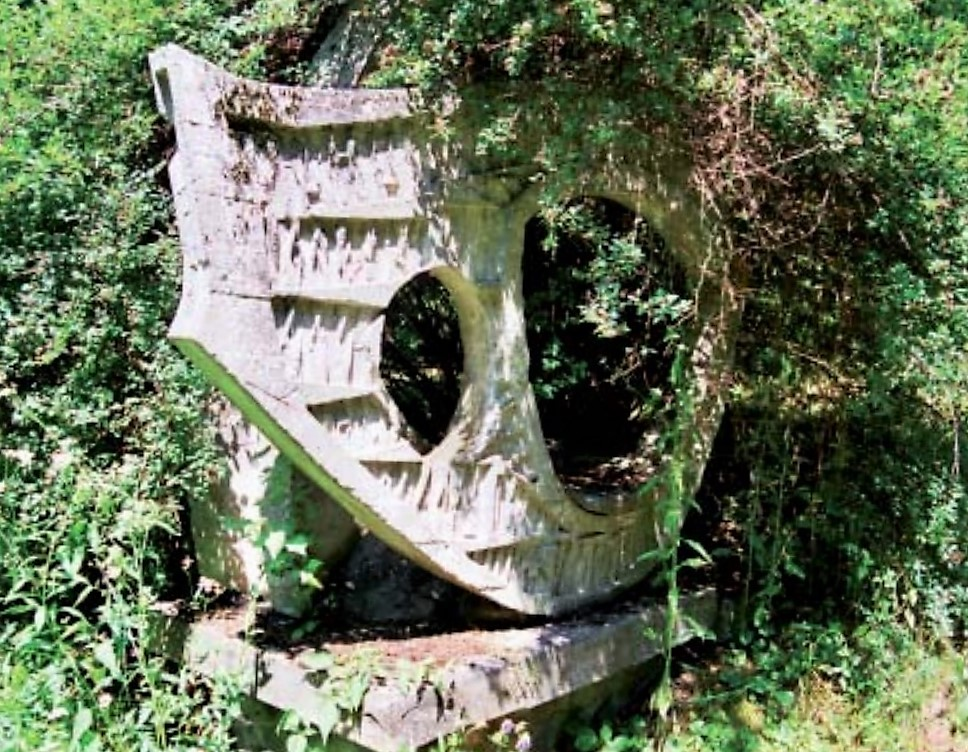
Vaculíkova betonová plastika z roku 1967 (jedna z mála dochovaných) byla ze zbořeniště rekreačního střediska v Nespekách zachráněna a roku 2015 darována městu Benešov k instalaci ve veřejném prostoru.